# 흥룡초등학교
흥룡초등학교는 대한민국 경상남도 하동군 하동읍 섬진강대로 2573 (화심리)에 있었던 공립 초등학교이다.

## 연혁
- 1934년 5월 1일 하동공립보통학교 부설 흥룡간이학교 개교
- 1944년 5월 1일 흥룡국민학교로 승격
- 1964년 12월 4일 흥룡분교장 1학급 개설
- 1986년 2월 28일 병설유치원 1학급 인가
- 1991년 2월 28일 흥룡분교장 통폐합
- 1996년 3월 1일 흥룡초등학교로 개칭
- 1999년 2월 19일 제50회 졸업식(총 3,072명)
- 1999년 9월 1일 하동초등학교로 통폐합